# Venda Nova do Imigrante
Venda Nova do Imigrante is een gemeente in de Braziliaanse deelstaat Espírito Santo. De gemeente telt 20.023 inwoners (schatting 2009).
De gemeente grenst aan Domingos Martins, Castelo, Conceição do Castelo, Afonso Cláudio en Vargem Alta. De gemeente werd gesticht door Italiaanse immigranten, de vlag van de stad heeft ook de kleuren van de Italiaanse vlag.